# Louis Perrée
Louis Léonce Théophile Perrée (ur. 25 marca 1871 w Paryżu, zm. 1 marca 1924 w Ivry-la-Bataille) – francuski szermierz, wicemistrz olimpijski. 
Był dziennikarzem, redagował w piśmie La Vie au grand air.
Wystąpił na Letnich Igrzyskach Olimpijskich 1900 w Paryżu. Zdobył srebrny medal w szpadzie amatorów. W finałowej rundzie wygrał cztery z pięciu pojedynków (w klasyfikacji końcowej przegrał jedynie z Ramónem Fonstem). W szpadzie amatorów i zawodowców uplasował się na piątym miejscu ex aequo z trzema zawodowcami.